# Wioślarstwo na Igrzyskach Śródziemnomorskich 1963
Zawody wioślarcze na Igrzyskach Śródziemnomorskich 1963 odbyły się 25 września w Lago di Patria w Giugliano in Campania.

## Tabela medalowa
| Poz. | Państwo    |   |   |   | Razem: |
| ---- | ---------- | - | - | - | ------ |
| 1    | Francja    | 4 | 1 | 0 | 5      |
| 2    | Włochy     | 2 | 3 | 1 | 6      |
| 3    | Jugosławia | 1 | 1 | 1 | 3      |
| 4    | Egipt      | 0 | 1 | 3 | 4      |
| 5    | Grecja     | 0 | 1 | 0 | 1      |
|      | Razem:     | 7 | 7 | 5 | 17     |

## Mężczyźni
| Konkurencja           | Złoto:                                                                     | Srebro:                                                                                      | Brąz:                                            |
| Jedynka               | Bernard Monnereau                                                          | Giuseppe Girone                                                                              | Rizk                                             |
| Dwójka podwójna       | Francja                                                                    | Armido Torri Stefano Martinoli                                                               | Jugosławia                                       |
| Dwójka bez sternika   | Paolo Mosetti Mario Petri                                                  | Egipt                                                                                        | ----                                             |
| Dwójka ze sternikiem  | Jugosławia                                                                 | Grecja                                                                                       | Gaetano Cuccurullo Claudio Tricarico Guido Marra |
| Czwórka bez sternika  | Fulvio Balatti · Luciano Sgheiz · Romano Sgheiz · Giovanni Zucchi · Włochy | Francja                                                                                      | ----                                             |
| Czwórka ze sternikiem | Francja                                                                    | Giuseppe Galante · Pietro Polti · Emilio Trivini · Giulio Vanoli · Mario Gottifredi · Włochy | Egipt                                            |
| Ósemka                | Francja                                                                    | Jugosławia                                                                                   | Egipt                                            |